# Seven de Estados Unidos 2020
El Seven de Estados Unidos 2020 fue la decimoséptima edición del Seven de Estados Unidos  y fue el quinto torneo de la Serie Mundial Masculina de Rugby 7 2019-20.
Se disputó del 29 de febrero al 1 de marzo en el Dignity Health Sports Park de Los Ángeles, Estados Unidos.

## Formato
Se dividen en cuatro grupos de cuatro equipos, cada grupo se resuelve con el sistema de todos contra todos a una sola ronda; la victoria otorga 3 puntos, el empate 2 y la derrota 1 punto.
Los dos equipos con más puntos en cada grupo avanzan a cuartos de final de la Copa. Los cuatro ganadores avanzan a semifinales de la Copa, y los cuatro perdedores a semifinales por el quinto puesto.
Los dos equipos con menos puntos en cada grupo juegan la challenge trophy.

## Equipos participantes
Además de los 15 equipos que tienen su lugar asegurado para toda la temporada se suma como invitado la selección de Corea del Sur.
| - Argentina - Australia - Canadá - Corea del Sur | - Escocia - España - Estados Unidos - Fiyi | - Francia - Gales - Inglaterra - Irlanda | - Kenia - Nueva Zelanda - Samoa - Sudáfrica |

## Resultados

### Fase de grupos

#### Grupo A
| Pos | Países        | Pts | Partidos | Partidos | Partidos | Partidos | Tantos | Tantos | Tantos |
| Pos | Países        | Pts | J        | G        | E        | P        | PF     | PC     | DP     |
| --- | ------------- | --- | -------- | -------- | -------- | -------- | ------ | ------ | ------ |
| 1   | Fiyi          | 9   | 3        | 3        | 0        | 0        | 116    | 49     | +67    |
| 2   | Francia       | 6   | 3        | 1        | 1        | 1        | 85     | 71     | +14    |
| 3   | Argentina     | 6   | 3        | 1        | 1        | 1        | 85     | 83     | +2     |
| 4   | Corea del Sur | 3   | 3        | 0        | 0        | 3        | 38     | 121    | -83    |

|  | Avanzan a cuartos de final. |

| 29 de febrero | Argentina | 26 - 26 | Francia | Dignity Health Sports Park, Los Ángeles |  |

| 29 de febrero | Fiyi | 45 - 7 | Corea del Sur | Dignity Health Sports Park, Los Ángeles |  |

| 29 de febrero | Argentina | 45 - 19 | Corea del Sur | Dignity Health Sports Park, Los Ángeles |  |

| 29 de febrero | Fiyi | 33 - 28 | Francia | Dignity Health Sports Park, Los Ángeles |  |

| 29 de febrero | Francia | 31 - 14 | Corea del Sur | Dignity Health Sports Park, Los Ángeles |  |

| 29 de febrero | Fiyi | 38 - 14 | Argentina | Dignity Health Sports Park, Los Ángeles |  |

#### Grupo B
| Pos | Países    | Pts | Partidos | Partidos | Partidos | Partidos | Tantos | Tantos | Tantos |
| Pos | Países    | Pts | J        | G        | E        | P        | PF     | PC     | DP     |
| --- | --------- | --- | -------- | -------- | -------- | -------- | ------ | ------ | ------ |
| 1   | Sudáfrica | 8   | 3        | 2        | 1        | 0        | 83     | 29     | +54    |
| 2   | Irlanda   | 6   | 3        | 1        | 1        | 1        | 48     | 60     | -12    |
| 3   | Canadá    | 5   | 3        | 1        | 0        | 2        | 41     | 50     | -9     |
| 4   | Kenia     | 5   | 3        | 1        | 0        | 2        | 34     | 67     | -33    |

|  | Avanzan a cuartos de final. |

| 29 de febrero | Irlanda | 17 - 12 | Canadá | Dignity Health Sports Park, Los Ángeles |  |

| 29 de febrero | Sudáfrica | 31 - 5 | Kenia | Dignity Health Sports Park, Los Ángeles |  |

| 29 de febrero | Irlanda | 12 - 29 | Kenia | Dignity Health Sports Park, Los Ángeles |  |

| 29 de febrero | Sudáfrica | 33 - 5 | Canadá | Dignity Health Sports Park, Los Ángeles |  |

| 29 de febrero | Canadá | 24 - 0 | Kenia | Dignity Health Sports Park, Los Ángeles |  |

| 29 de febrero | Sudáfrica | 19 - 19 | Irlanda | Dignity Health Sports Park, Los Ángeles |  |

#### Grupo C
| Pos | Países         | Pts | Partidos | Partidos | Partidos | Partidos | Tantos | Tantos | Tantos |
| Pos | Países         | Pts | J        | G        | E        | P        | PF     | PC     | DP     |
| --- | -------------- | --- | -------- | -------- | -------- | -------- | ------ | ------ | ------ |
| 1   | Australia      | 9   | 3        | 3        | 0        | 0        | 79     | 19     | +60    |
| 2   | Estados Unidos | 7   | 3        | 2        | 0        | 1        | 59     | 46     | +13    |
| 3   | Samoa          | 5   | 3        | 1        | 0        | 2        | 41     | 64     | -23    |
| 4   | Escocia        | 3   | 3        | 0        | 0        | 3        | 33     | 83     | -50    |

|  | Avanzan a cuartos de final. |

| 29 de febrero | Australia | 31 - 7 | Escocia | Dignity Health Sports Park, Los Ángeles |  |

| 29 de febrero | Estados Unidos | 19 - 17 | Samoa | Dignity Health Sports Park, Los Ángeles |  |

| 29 de febrero | Australia | 31 - 5 | Samoa | Dignity Health Sports Park, Los Ángeles |  |

| 29 de febrero | Estados Unidos | 33 - 12 | Escocia | Dignity Health Sports Park, Los Ángeles |  |

| 29 de febrero | Escocia | 14 - 19 | Samoa | Dignity Health Sports Park, Los Ángeles |  |

| 29 de febrero | Estados Unidos | 7 - 17 | Australia | Dignity Health Sports Park, Los Ángeles |  |

#### Grupo D
| Pos | Países        | Pts | Partidos | Partidos | Partidos | Partidos | Tantos | Tantos | Tantos |
| Pos | Países        | Pts | J        | G        | E        | P        | PF     | PC     | DP     |
| --- | ------------- | --- | -------- | -------- | -------- | -------- | ------ | ------ | ------ |
| 1   | Nueva Zelanda | 9   | 3        | 3        | 0        | 0        | 84     | 31     | +53    |
| 2   | Inglaterra    | 5   | 3        | 1        | 0        | 2        | 53     | 57     | -4     |
| 3   | España        | 5   | 3        | 1        | 0        | 2        | 43     | 50     | -7     |
| 4   | Gales         | 5   | 3        | 1        | 0        | 2        | 45     | 97     | -42    |

|  | Avanzan a cuartos de final. |

| 29 de febrero | Nueva Zelanda | 42 - 7 | Gales | Dignity Health Sports Park, Los Ángeles |  |

| 29 de febrero | Inglaterra | 5 - 22 | España | Dignity Health Sports Park, Los Ángeles |  |

| 29 de febrero | Nueva Zelanda | 21 - 7 | España | Dignity Health Sports Park, Los Ángeles |  |

| 29 de febrero | Inglaterra | 31 - 14 | Gales | Dignity Health Sports Park, Los Ángeles |  |

| 29 de febrero | Gales | 24 - 14 | España | Dignity Health Sports Park, Los Ángeles |  |

| 29 de febrero | Inglaterra | 17 - 21 | Nueva Zelanda | Dignity Health Sports Park, Los Ángeles |  |

### Etapa eliminatoria

#### Definición 13° puesto
|  | Semifinal     | Semifinal     | Semifinal |         |       | 13° puesto | 13° puesto | 13° puesto |  |
|  |               |               |           |         |       |            |            |            |  |
|  |               |               |           |         |       |            |            |            |  |
|  | Gales         | Gales         | 5         |         |       |            |            |            |  |
|  | Gales         | Gales         | 5         |         |       |            |            |            |  |
|  | Kenia         | Kenia         | 29        |         |       |            |            |            |  |
|  | Kenia         | Kenia         | 29        |         | Kenia | Kenia      | 24         |            |  |
|  |               |               |           |         | Kenia | Kenia      | 24         |            |  |
|  |               |               | Escocia   | Escocia | 29    |            |            |            |  |
|  | Corea del Sur | Corea del Sur | Escocia   | Escocia | 29    | 5          |            |            |  |
|  | Corea del Sur | Corea del Sur |           |         |       | 5          |            |            |  |
|  | Escocia       | Escocia       | 45        |         |       |            |            |            |  |
|  | Escocia       | Escocia       | 45        |         |       |            |            |            |  |
|  |               |               |           |         |       |            |            |            |  |

#### Challenge (9° puesto)
|  | Cuartos de final | Cuartos de final | Cuartos de final |        |           | Semifinales | Semifinales | Semifinales |  |           | 9° puesto | 9° puesto | 9° puesto |  |
|  |                  |                  |                  |        |           |             |             |             |  |           |           |           |           |  |
|  |                  |                  |                  |        |           |             |             |             |  |           |           |           |           |  |
|  | Argentina        | Argentina        | 31               |        |           |             |             |             |  |           |           |           |           |  |
|  | Argentina        | Argentina        | 31               |        |           |             |             |             |  |           |           |           |           |  |
|  | Gales            | Gales            | 5                |        |           |             |             |             |  |           |           |           |           |  |
|  | Gales            | Gales            | 5                |        | Argentina | Argentina   | 28          |             |  |           |           |           |           |  |
|  |                  |                  |                  |        | Argentina | Argentina   | 28          |             |  |           |           |           |           |  |
|  |                  |                  | Samoa            | Samoa  | 12        |             |             |             |  |           |           |           |           |  |
|  | Samoa            | Samoa            | Samoa            | Samoa  | 12        | 28          |             |             |  |           |           |           |           |  |
|  | Samoa            | Samoa            |                  |        |           |             |             |             |  |           |           |           |           |  |
|  | Kenia            | Kenia            | 19               |        |           |             |             |             |  |           |           |           |           |  |
|  | Kenia            | Kenia            | 19               |        |           |             |             |             |  | Argentina | Argentina | 21        |           |  |
|  |                  |                  |                  |        |           |             |             |             |  | Argentina | Argentina | 21        |           |  |
|  |                  |                  | Canadá           | Canadá | 19        |             |             |             |  |           |           |           |           |  |
|  | España           | España           | Canadá           | Canadá | 19        | 26          |             |             |  |           |           |           |           |  |
|  | España           | España           |                  |        |           |             |             |             |  |           |           |           |           |  |
|  | Corea del Sur    | Corea del Sur    | 0                |        |           |             |             |             |  |           |           |           |           |  |
|  | Corea del Sur    | Corea del Sur    | 0                |        | España    | España      | 7           |             |  |           |           |           |           |  |
|  |                  |                  |                  |        | España    | España      | 7           |             |  |           |           |           |           |  |
|  |                  |                  | Canadá           | Canadá | 24        |             |             |             |  |           |           |           |           |  |
|  | Canadá           | Canadá           | Canadá           | Canadá | 24        | 24          |             |             |  |           |           |           |           |  |
|  | Canadá           | Canadá           |                  |        |           |             |             |             |  |           |           |           |           |  |
|  | Escocia          | Escocia          | 7                |        |           |             |             |             |  |           |           |           |           |  |
|  | Escocia          | Escocia          | 7                |        |           |             |             |             |  |           |           |           |           |  |
|  |                  |                  |                  |        |           |             |             |             |  |           |           |           |           |  |

#### Definición 5° puesto
|  | Semifinal      | Semifinal      | Semifinal      |                |         | 5° puesto | 5° puesto | 5° puesto |  |
|  |                |                |                |                |         |           |           |           |  |
|  |                |                |                |                |         |           |           |           |  |
|  | Inglaterra     | Inglaterra     | 7              |                |         |           |           |           |  |
|  | Inglaterra     | Inglaterra     | 7              |                |         |           |           |           |  |
|  | Irlanda        | Irlanda        | 26             |                |         |           |           |           |  |
|  | Irlanda        | Irlanda        | 26             |                | Irlanda | Irlanda   | 19        |           |  |
|  |                |                |                |                | Irlanda | Irlanda   | 19        |           |  |
|  |                |                | Estados Unidos | Estados Unidos | 24      |           |           |           |  |
|  | Francia        | Francia        | Estados Unidos | Estados Unidos | 24      | 5         |           |           |  |
|  | Francia        | Francia        |                |                |         | 5         |           |           |  |
|  | Estados Unidos | Estados Unidos | 24             |                |         |           |           |           |  |
|  | Estados Unidos | Estados Unidos | 24             |                |         |           |           |           |  |
|  |                |                |                |                |         |           |           |           |  |

#### Copa de oro
|  | Cuartos de final | Cuartos de final | Cuartos de final |           |               | Semifinales   | Semifinales | Semifinales |           |              | Copa          | Copa          | Copa |  |
|  |                  |                  |                  |           |               |               |             |             |           |              |               |               |      |  |
|  |                  |                  |                  |           |               |               |             |             |           |              |               |               |      |  |
|  | Fiyi             | Fiyi             | 26               |           |               |               |             |             |           |              |               |               |      |  |
|  | Fiyi             | Fiyi             | 26               |           |               |               |             |             |           |              |               |               |      |  |
|  | Inglaterra       | Inglaterra       | 5                |           |               |               |             |             |           |              |               |               |      |  |
|  | Inglaterra       | Inglaterra       | 5                |           | Fiyi          | Fiyi          | 43          |             |           |              |               |               |      |  |
|  |                  |                  |                  |           | Fiyi          | Fiyi          | 43          |             |           |              |               |               |      |  |
|  |                  |                  | Australia        | Australia | 7             |               |             |             |           |              |               |               |      |  |
|  | Australia        | Australia        | Australia        | Australia | 7             | 36            |             |             |           |              |               |               |      |  |
|  | Australia        | Australia        |                  |           |               |               |             |             |           |              |               |               |      |  |
|  | Irlanda          | Irlanda          | 0                |           |               |               |             |             |           |              |               |               |      |  |
|  | Irlanda          | Irlanda          | 0                |           |               |               |             |             |           | Fiyi         | Fiyi          | 24            |      |  |
|  |                  |                  |                  |           |               |               |             |             |           | Fiyi         | Fiyi          | 24            |      |  |
|  |                  |                  | Sudáfrica        | Sudáfrica | 29            |               |             |             |           |              |               |               |      |  |
|  | Nueva Zelanda    | Nueva Zelanda    | Sudáfrica        | Sudáfrica | 29            | 29            |             |             |           |              |               |               |      |  |
|  | Nueva Zelanda    | Nueva Zelanda    |                  |           |               |               |             |             |           |              |               |               |      |  |
|  | Francia          | Francia          | 14               |           |               |               |             |             |           |              |               |               |      |  |
|  | Francia          | Francia          | 14               |           | Nueva Zelanda | Nueva Zelanda | 0           |             |           | Tercer lugar | Tercer lugar  | Tercer lugar  |      |  |
|  |                  |                  |                  |           | Nueva Zelanda | Nueva Zelanda | 0           |             |           | Tercer lugar | Tercer lugar  | Tercer lugar  |      |  |
|  |                  |                  | Sudáfrica        | Sudáfrica | 17            |               |             |             |           |              |               |               |      |  |
|  | Sudáfrica        | Sudáfrica        | Sudáfrica        | Sudáfrica | 17            | 12            |             |             | Australia | Australia    | 19            |               |      |  |
|  | Sudáfrica        | Sudáfrica        |                  |           |               |               |             |             | Australia | Australia    | 19            |               |      |  |
|  | Estados Unidos   | Estados Unidos   | 10               |           |               |               |             |             |           |              | Nueva Zelanda | Nueva Zelanda | 21   |  |
|  | Estados Unidos   | Estados Unidos   | 10               |           |               |               |             |             |           |              | Nueva Zelanda | Nueva Zelanda | 21   |  |
|  |                  |                  |                  |           |               |               |             |             |           |              |               |               |      |  |

| Bandera de Sudáfrica   |
| Campeón Sudáfrica      |
| 2º título del circuito |

## Posiciones finales
| Pos               | Equipo         |
| ----------------- | -------------- |
| Medalla de oro    | Sudáfrica      |
| Medalla de plata  | Fiyi           |
| Medalla de bronce | Nueva Zelanda  |
| 4                 | Australia      |
| 5                 | Estados Unidos |
| 6                 | Irlanda        |
| 7                 | Francia        |
| 7                 | Inglaterra     |
| 9                 | Argentina      |
| 10                | Canadá         |
| 11                | Samoa          |
| 11                | España         |
| 13                | Escocia        |
| 14                | Kenia          |
| 15                | Gales          |
| 15                | Corea del Sur  |